# Whanganui (fiume)
Lo Whanganui è il più lungo fiume dell'isola del Nord della Nuova Zelanda e il terzo del Paese. Corso d'acqua sacro per i maori, nel marzo del 2017 è divenuto il primo fiume al mondo a cui venisse riconosciuta la personalità giuridica ambientale.

## Corso
Il fiume nasce dalle pendici settentrionali del Tongariro, uno dei tre vulcani attivi dell'altopiano centrale, in prossimità del lago Rotoaira. L'alto corso del fiume scorre in direzione sud-ovest fino a raggiungere l'abitato di Taumarunui, dopo il quale svolta in direzione sud-ovest. Attraversata la regione montuosa di King Country, il fiume svolta a sud-est e attraversa i piccoli insediamenti di Pipiriki e Jerusalem, prima di raggiungere la costa dove sfocia presso l'omonima città di Whanganui. Lo Whanganui è uno dei fiumi navigabili più lunghi del paese.

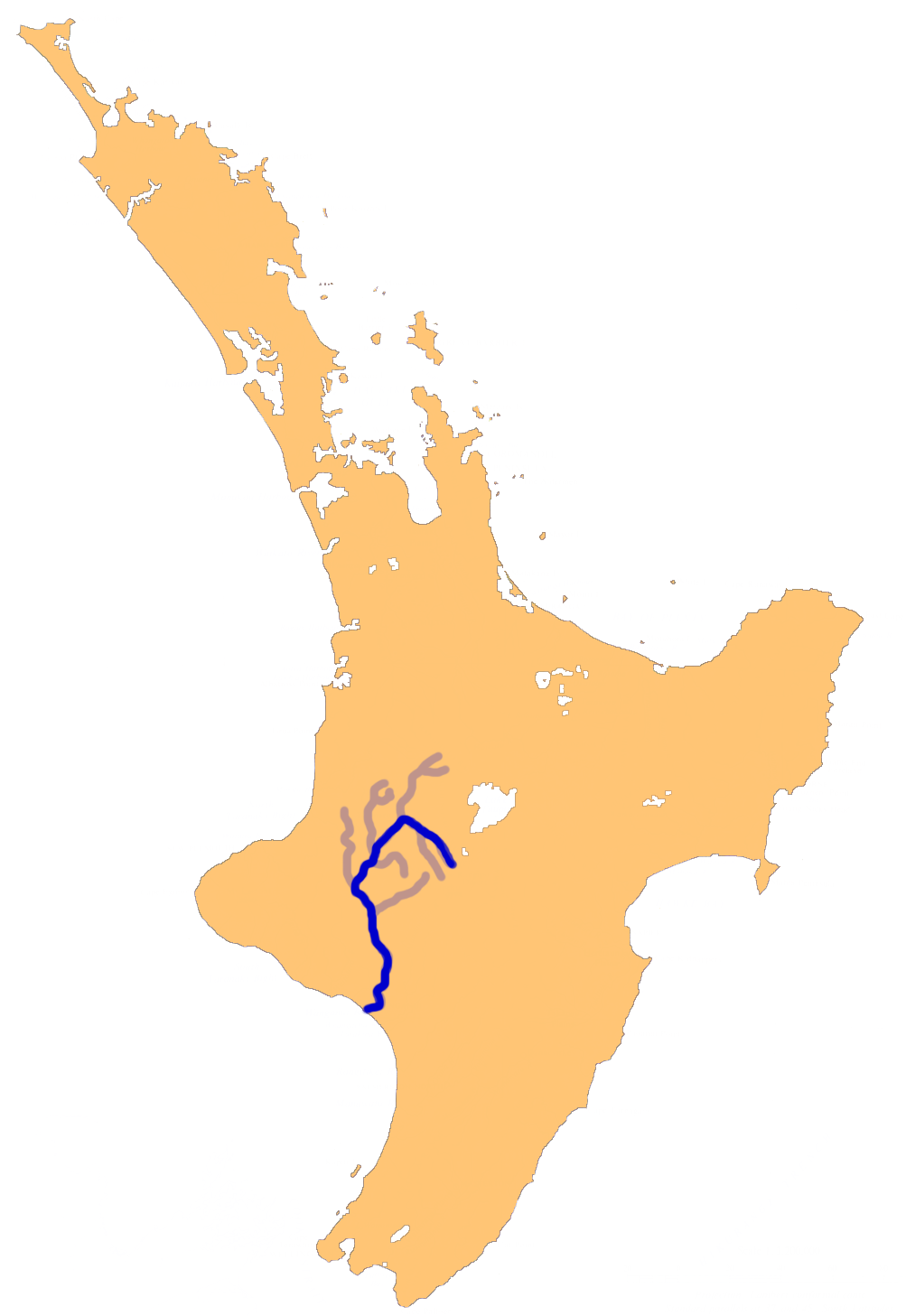
Il bacino dello Whanganui